# ビッキーチャンスREV.
ビッキーチャンスREV.は、CR初のアレンジボール改良型として登場したビッキーチャンスIの後継機として2006年7月にSANKYOが発売したパチンコ機のシリーズ名。
CRビッキーチャンスREV.の1機種がある。

## 概要
ラウンド変動型のデジパチ。大当たりラウンドが2種類存在し、役物でラウンド抽選が行われる。BIGなら14ラウンド、SMALLなら5ラウンドの大当たりとなる。
確変搭載機であるが確変非告知の機種なので、ヤメ時の見極めも台の仕様を理解しておかないと難しい。
演出面で前作のビッキーチャンスIから受け継がれている点はあるが、ゲーム性は大きく異なるので、全く別の機種だと言える。
ゲームの流れ
1. 玉がゲートを通過
2. ゲート通過後に電チューが開放される
3. 電チュー入賞で7セグが変動を開始する
4. 7セグ図柄揃いで大当たり
5. 大当たり後はビッキーキャノンでラウンド抽選が行われる
6. 大当たりラウンドは右打ちで消化

大当たり終了後は、33回転のチャンスタイムに突入する。チャンスタイム中は電サポが作動するので、スタートチャッカーへの入賞が容易になる。
内部的に通常状態でも確変状態でも、このチャンスタイムには突入する仕様となっている。
チャンスタイム中に突然確変に当選した場合は、33回転以降も電サポが継続される。
盤面下部に配置されている16連ランプは、大当たり後のラウンド抽選のカウントダウン時にボタンを押すとランプが点灯する。ランプが多く点灯するほど14ラウンドの可能性が高くなる。
チャンスタイム中は、リーチ回数を16連ランプの点灯でカウントする仕様となっている。リーチがかかるほど内部確変の可能性が高くなるので、確変の期待度を示唆する役割も担っている。

## スペック
- CRビッキーチャンスREV.
  - 賞球数 3&10&14
  - 大当たり最高継続 14R（9カウント）
  - 大当たり確率 1/228.3
  - 確変中大当たり確率　1/22.8
  - 確変継続率　71%（突然確変を含む）
  - 確変期間　次回大当たりまで
  - 時短システム　全ての大当たり終了後　33回転

## 図柄
大当たり図柄
- 1
- 3
- 5
- 7
- F

## 演出
エキサイトモード

本機の確変は表面上は分からない仕様となっており、内部的に確変状態になっている可能性が高い状態が「エキサイトモード」である。

エキサイトモード滞在時は、リーチが頻発するという特徴がある。

突入契機は、大当たり終了後か、通常時にミッション演出が発生した時である。

大当たり終了後のチャンスタイム規定回数を過ぎた後でも、確変に当選していた場合は、電サポはなくなるが内部確変状態は継続される。
リーチラッシュ
リーチが集中的に発生する状態で、エキサイトモード中の内部確変状態時に発生しやすい。内部の状態判別に役立つ演出である。

このリーチラッシュは、確変中以外にも通常高確率状態のチャンスモード中にも発生することがある。

1回転で数回転分に見せかけた擬似連続演出として発生した場合は大当たり信頼度が高い。この場合は保留玉が減らない。

擬似連パターンで4回継続した場合は激熱である。
ミッション
デジタル回転中に派手な音と共に男性か女性の声で告知が入れば突入となる。女性の声で告知されるパターンの方が信頼度が高い。

ミッション演出が発生した回転＋1回転の「擬似2回転演出」が発生し、最後にハズレ出目が停止すれば、突確のエキサイトモード突入or小当たりが確定する。

いずれに当選した場合もアタッカーは2回開放する。

ミッション演出が発生してリーチになるパターンもあり、その場合は大当たりが確定する。
ビッキーキャノン
大当たり後は、電チュー下に配置されている役物の「ビッキーキャノン」でラウンド抽選が行われる。

BIGの場合は14ラウンドの大当たりで、SMALLの場合は5ラウンドの大当たりとなる。

ラウンド抽選時に女性の声のパターンが発生すると、BIGの期待度がアップする。
7セグの色
通常時に7セグの色をチャンスボタンで変更することが可能である。

通常時に選択できる色は7色あり、チャンスタイム中とミッション中は固定の色になる。
- 通常時

赤
橙
黄
緑
アクアマリン
紫
白
- チャンスタイム中

ピンク
- ミッション中

ブルー

サウンド
50回転以内に大当たりが継続すると、大当たり中のBGMが変化する。
- 大当たり中サウンド

コロブチカ
ノクターン
エンターテイナー
威風堂々
ブレイブハート
- チャンスタイム中サウンド

天国と地獄
オクラホマミキサー